# Coenagrionidae
Famille
Les Coenagrionidae forment la famille la plus nombreuse appartenant aux zygoptères dans l'ordre des odonates. Cette famille comprend plus de 1 180 espèces. Les demoiselles de cette famille sont généralement de petite taille et on y retrouve les plus petits spécimens existants. Comme tous les odonates, ces insectes sont carnivores et se nourrissent de divers invertébrés.

## Étymologie
Le nom provient du grec « Coen » qui veut dire partagé ou sens communs et « agrio », champ ou nature.

## Caractéristiques

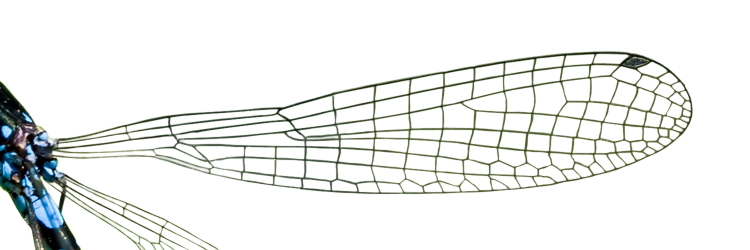
Aile de Coenagrionidae.

Les petites demoiselles de ce groupe peuvent avoir une coloration très variée (bleu, vert, jaune, orange, rouge et violet), habituellement avec la présence de motifs de couleur noire. Les ailes sont généralement transparentes avec un petit pterostigma. Au repos, les ailes se joignent, complètement fermées, parallèles au corps.

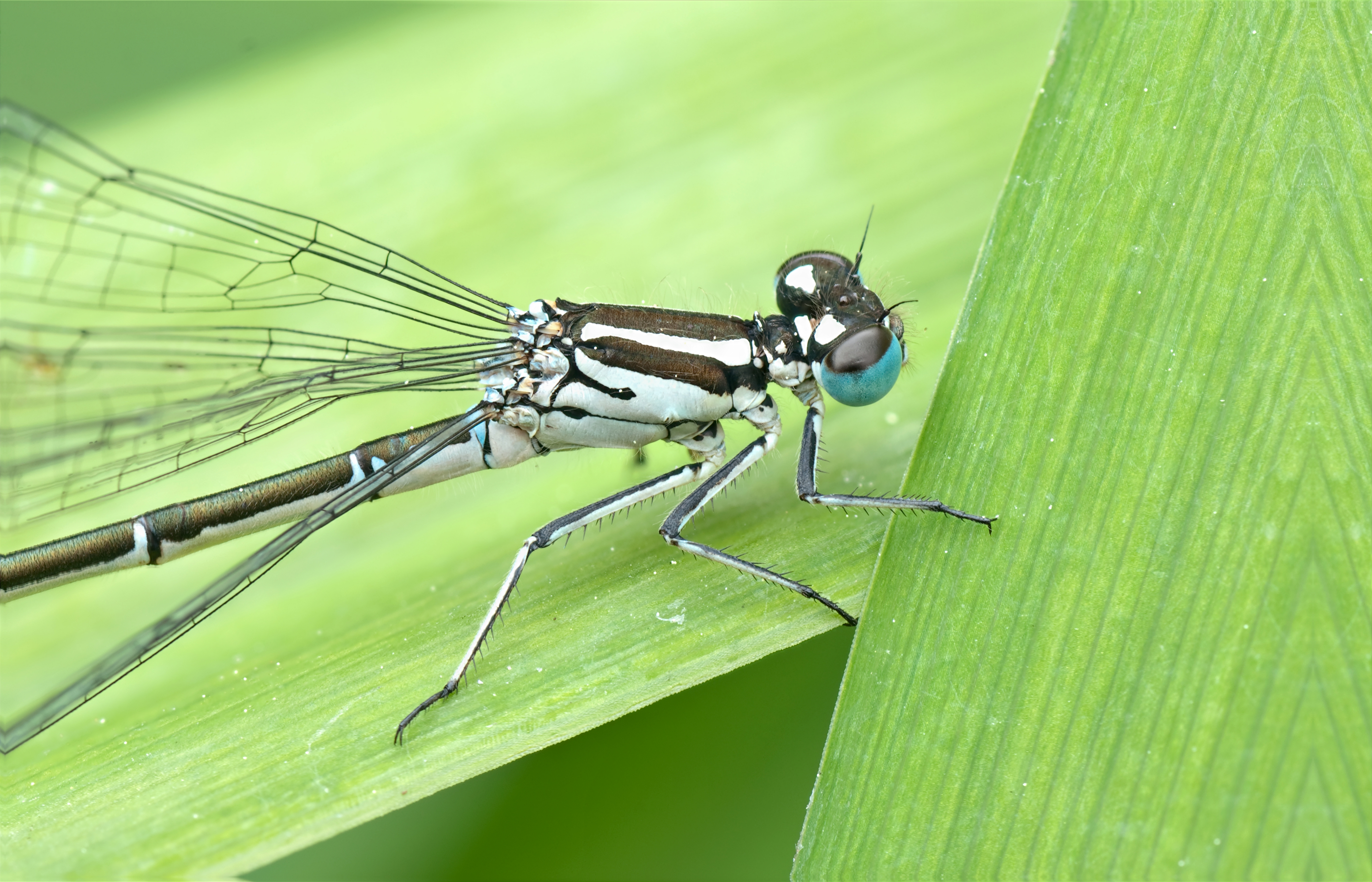
Motifs noirs chez ce Coenagrionidae.
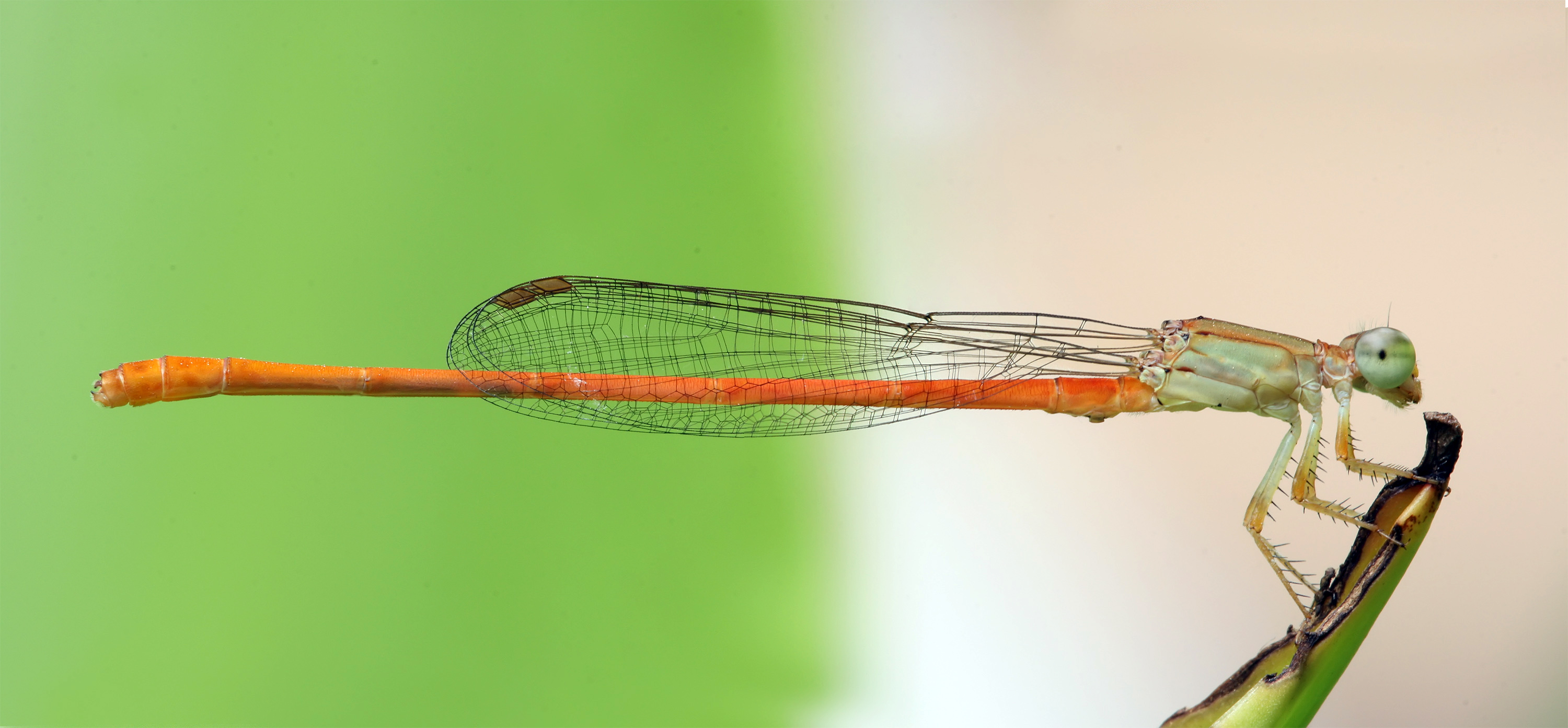
Position de repos, ailes fermées.

## Liste des sous-familles et genres
Sous-famille des Coenagrioninae :
- Acanthagrion Selys, 1876

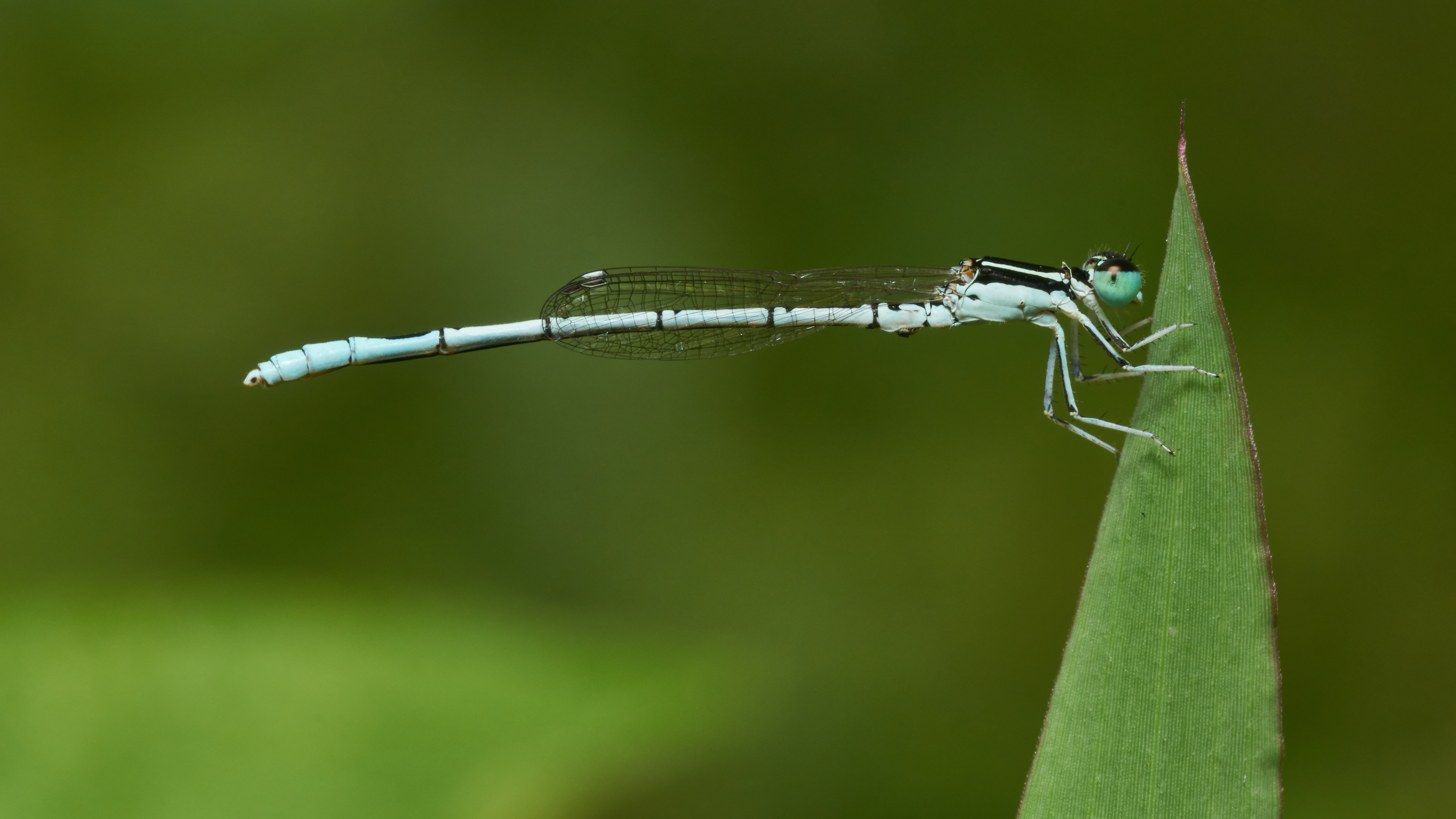
Agriocnemis pieris.

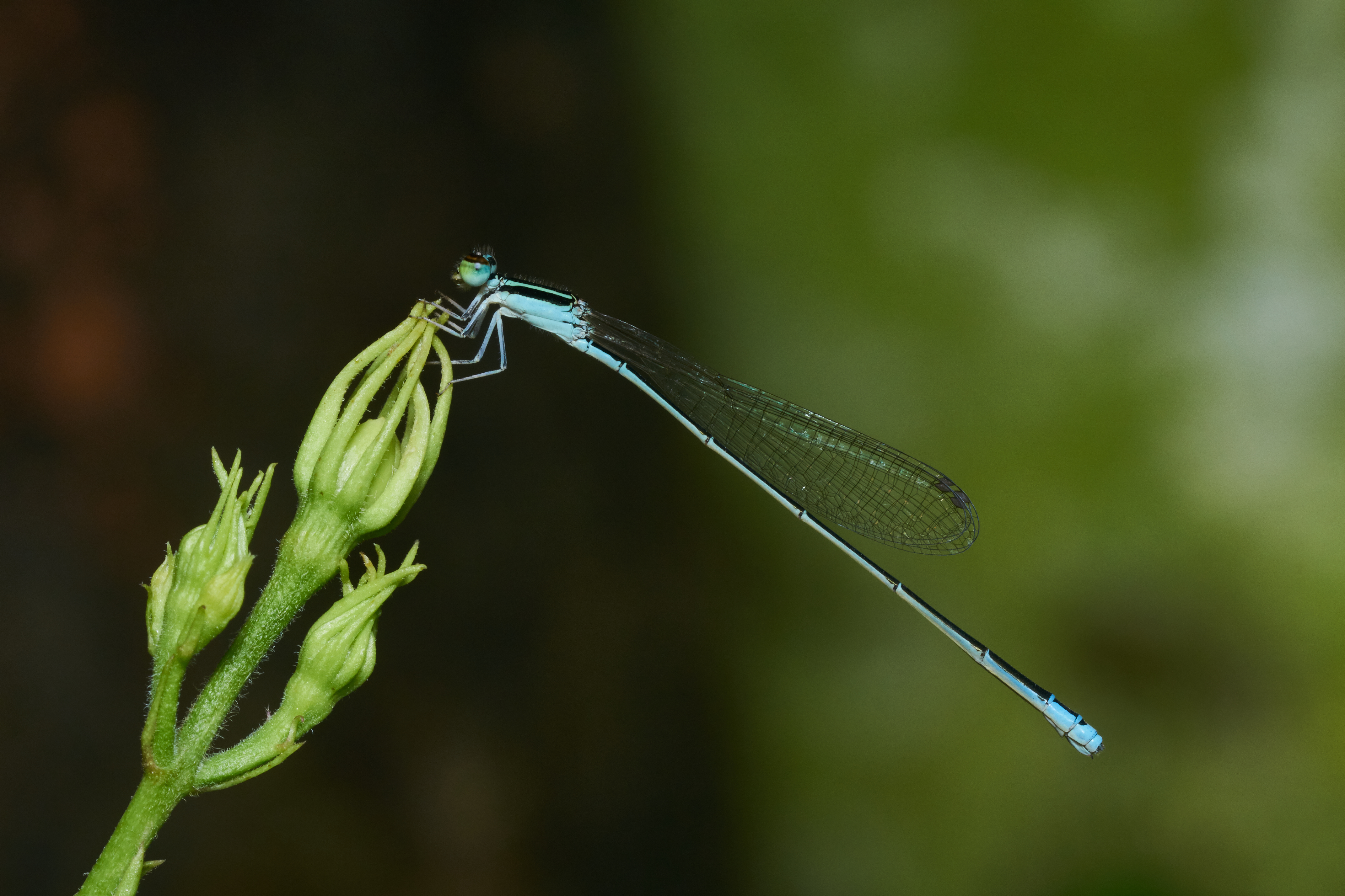
Aciagrion.

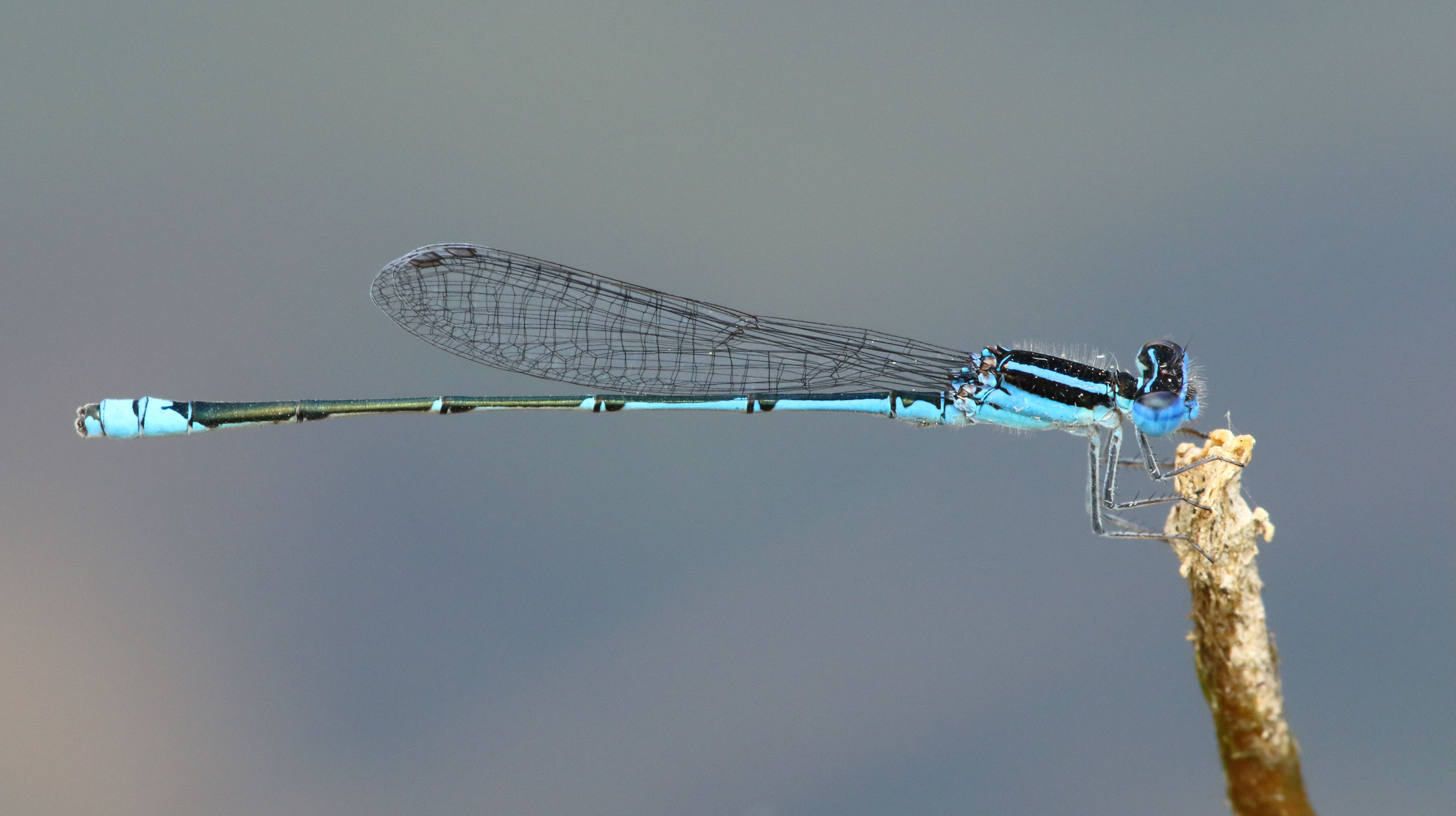
Azuragrion nigridorsum.

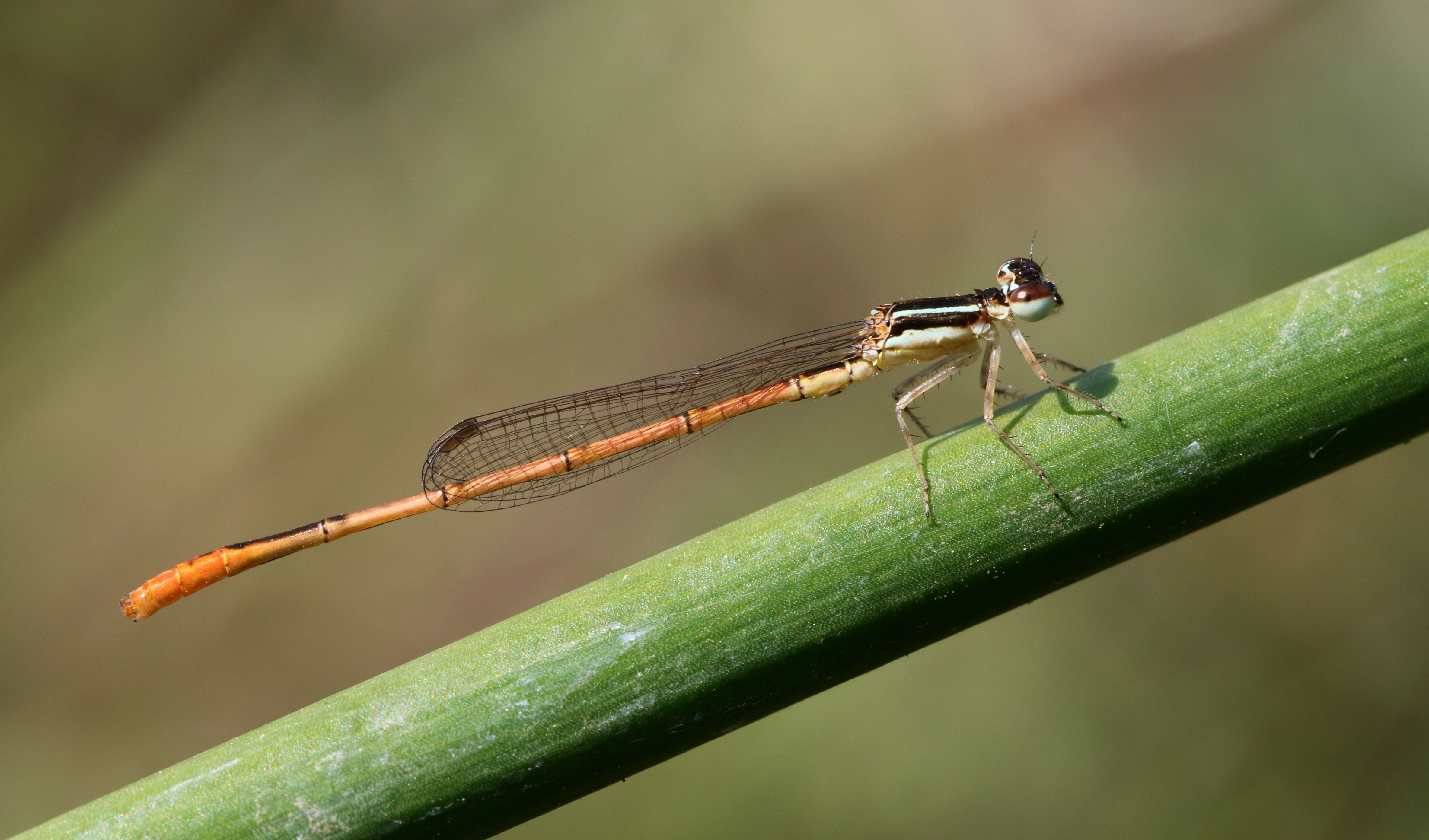
Agriocnemis falcifera mâle immature dans le KwaZulu-Natal, Afrique du sud.

- Acanthallagma Williamson et Williamson, 1924
- Aceratobasis Kennedy, 1920
- Aciagrion Selys, 1891
- Aeolagrion Williamson, 1917
- Amphiagrion Selys, 1876
- Africallagma Kennedy, 1920
- Amorphostigma Fraser, 1925
- Amphiagrion Selys, 1876
- Amphiallagma Kennedy, 1920
- Amphicnemis Selys, 1863
- Andinagrion Bulla, 1973
- Angelagrion Lencioni, 2008
- Anisagrion Selys, 1876
- Anomisma McLachlan, 1877
- Antiagrion Ris, 1904
- Apanisagrion Kennedy, 1920
- Archibasis Kirby, 1890
- Argentagrion Fraser, 1948
- Argia Rambur, 1842
- Argionemis Selys, 1877
- Austroagrion Tillyard, 1913
- Austroallagma Lieftinck, 1953
- Austrocnemis Tillyard, 1913
- Austrotepuibasis Machado & Lencioni, 2011
- Azuragrion May, 2002
- Bedfordia Mumford, 1942
- Bromeliagrion De Marmels, 2005
- Caliagrion Tillyard, 1913
- Calvertagrion St. Quentin, 1960
- Ceriagrion Selys, 1876
- Chromagrion Needham, 1903
- Coenagriocnemis Fraser, 1949
- Coenagrion Kirby, 1890
- Coryphagrion Morton, 1924
- Cyanallagma Kennedy, 1920
- Denticulobasis Machado, 2009
- Diceratobasis Kennedy, 1920
- Dolonagrion Garrison & von Ellenrieder, 2008
- Enacantha Donnelly et Alayo, 1966
- Enallagma Charpentier, 1840
- Fluminagrion Anjos-Santos, Lozano & Costa, 2013
- Hesperagrion Calvert, 1902
- Himalagrion Fraser, 1920
- Homeoura Kennedy, 1920
- Huosoma Guan, Dumont, Yu, Han & Vierstraee, 2013
- Hylaeonympha Rácenis, 1968
- Inpabasis Santos, 1961
- Ischnura Charpentier, 1840
- Leptagrion Selys, 1876
- Leptobasis Selys, 1877
- Leptocnemis Selys, 1886
- Leucobasis Rácenis, 1959
- Luzonobasis Villanueva, 2012
- Mecistogaster Rambur, 1842
- Megalagrion McLachlan, 1883
- Megalaprepus Rambur, 1842
- Melanesobasis Donnelly, 1984
- Mesamphiagrion Kennedy, 1920
- Mesoleptobasis Sjöstedt, 1918
- Metaleptobasis Calvert, 1907
- Microstigma Rambur, 1842
- Millotagrion Fraser, 1953
- Minagrion Santos, 1965
- Mortonagrion Fraser, 1920
- Nehalennia Selys, 1850
- Neoerythromma Kennedy, 1920
- Nesobasis Selys, 1891
- Oreagrion Ris, 1913
- Oreiallagma von Ellenrieder & Garrison, 2008
- Oxyagrion Selys, 1876
- Oxyallagma Kennedy, 1920
- Pacificagrion Fraser, 1926
- Pandanobasis Villanueva, 2012
- Papuagrion Ris, 1913
- Paracercion Weekers & Dumont, 2004
- Pericnemis Selys, 1863
- Phoenicagrion von Ellenrieder, 2008
- Pinheyagrion May, 2002
- Plagulibasis Lieftinck, 1949
- Proischnura Kennedy, 1920
- Protallagma Kennedy, 1920
- Pseudagrion Selys, 1876
- Pseudostigma Selys, 1860
- Pyrrhosoma Charpentier, 1840
- Sangabasis Villanueva, 2012
- Schistolobos von Ellenrieder & Garisson, 2008
- Seychellibasis Kenedy, 1920
- Stenagrion Laidlaw, 1915
- Teinobasis Kirby, 1890
- Telagrion Selys, 1876
- Telebasis Selys, 1865
- Tepuibasis De Marmels, 2007
- Thaumatagrion Lieftinck, 1932
- Thermagrion Förster, 1906
- Tigriagrion Calvert, 1909
- Tuberculobasis Machado, 2009
- Tukanobasis Machado, 2009
- Vanuatubasis Ober & Staniczek, 2009
- Xanthagrion Selys, 1876
- Xanthocnemis Tillyard, 1913
- Xiphiagrion Selys, 1876
- Zoniagrion Kennedy, 1917

Sous-famille des Protoneurinae :
- Amazoneura Machado, 2004
- Drepanoneura von Ellenrieder & Garrison, 2008
- Epipleoneura Williamson, 1915
- Epipotoneura Williamson, 1915
- Forcepsioneura Lencioni, 1999
- Idioneura Selys, 1860
- Epipotoneura Williamson, 1915
- Forcepsioneura Lencioni, 1999
- Idioneura Selys, 1860
- Junix Rácenis, 1968
- Lamproneura De Marmels, 2003
- Microneura Hagen in Selys, 1886
- Neoneura Selys, 1860
- Peristicta Hagen in Selys, 1860
- Phasmoneura Williamson, 1916
- Proneura Selys, 1889
- Protoneura Selys in Sagra, 1857
- Psaironeura Williamson, 1915
- Roppaneura Santos, 1966